# Тачназаров, Гуйчназар Тачназарович
Гуйчназар Тачназарович Тачназаров (туркм. Guýçnazar Taçnazarow) — туркменский государственный деятель, министр.

## Дата и место рождения
Родился в 1951 году в городе Кизыл-Арват.
Образование высшее. Окончил Туркменский политехнический институт, Институт народного хозяйства имени Плеханова (Москва).
Трудовую деятельность начал слесарем вагоноремонтного завода в городе Сердар. Далее работал в системе объединения «Туркменгазпром», где прошел все ступени роста — от оператора по добыче газа до главного инженера — заместителя генерального директора ПО «Шатлыкгазчыкарышдобыча», заместителем Председателя комиссии по вопросам социально-экономического развития Марыйского обкома партии, директором управления «Марыгазчыкарыш».
01.07.1996 — 20.05.2005 — председатель Государственного концерна «Туркменгаз».
20.05.2005 — 31.10.2005 — заместитель Председателя Кабинета министров Туркменистана.
13.09.2005 — 31.10.2005 — министр нефтегазовой промышленности и минеральных ресурсов Туркменистана.
Генеральная прокуратура Туркмении начала расследование должностных преступлений Г. Тачназарова еще до его отставки.
31 октября 2005 года был уволен «за злоупотребление служебным положением в личных целях, присвоение государственных финансовых средств в крупных размерах, а также за серьезные недостатки в руководстве отраслью».

## После отставки
«Мы столкнулись с проблемой, заставляющей нас под новым углом зрения взглянуть на сложившуюся ситуацию, чтобы устранить не только причины, но и сами предпосылки тех вопиющих нарушений, которые выявлены за последнее время, сказал Сердар. Разоблачения, следующие одно за другим и вскрывающие самую неблаговидную роль первых лиц отрасли, свидетельствуют о том, что здесь на протяжении целого ряда лет складывалась порочная практика злоупотреблений, своего рода целая система махинаций, приписок и прямого воровства, с которой каждый новый отраслевой руководитель не только не пытался бороться, но использовал как прямой доступ к личному обогащению. Причем, что поражает более всего, — с горечью констатировал Сердар, — это тот факт, что ни одного из этих руководителей не остановил, не заставил задуматься печальный опыт предшественников — так велика и ослепляюща жажда наживы. По-видимому, во всех этих случаях, продолжил Президент, срабатывала самая примитивная жульническая психология: быть у воды и не напиться. Поистине несметные богатства нашей земли, заметил Сапармурат Туркменбаши, оказались неодолимым искушением для всех этих проходимцев, которые по долгу службы были обязаны приумножать их и поставить на службу своему народу. Не устоял перед соблазном и последний руководитель топливно-энергетического комплекса — Г.Тачназаров, который, как выяснилось, работая все эти годы на ответственных должностях в системе ТЭК, шел по пути прямого расхитительства народного достояния.
Конкретные факты злоупотреблений со стороны Г.Тачназарова привели в своих выступлениях на совещании Генеральный прокурор Туркменистана К.Атаджанова и министр национальной безопасности Г.Аширмухаммедов. Так, начиная с 1996 г., в бытность председателем Госконцерна „Туркменгаз“ и все последующие годы Г.Тачназаров, используя в корыстных целях свое служебное положение, постоянно прибегал к расхищению государственных средств в особо крупных размерах. При этом использовалась отработанная схема злоупотреблений, где в ход шли любого рода фиктивные акции — от банальных приписок до хитроумных комбинаций с участием ряда иностранных компаний. Излюбленным методом, например, служило заключение так называемых дополнительных соглашений, позволявших злоумышленникам под видом легальной деятельности совершать многомиллионные кражи. При этом аппетиты росли от сделки к сделке. Воровали все: природный газ, трубы, оборудование, не зная меры приобретали бессчетное количество дорогих машин, квартир, другой недвижимости. Всего в результате своей преступной деятельности Г.Тачназаров похитил у государства и присвоил имущества более чем на 266 миллионов долларов США и более 1 миллиарда манатов. Расследование продолжается».
(Газета «Нейтральный Туркменистан» от 1 ноября 2005 года)
Дальнейшая судьба неизвестна.

## Награды и звания
- Заслуженный работник промышленности Туркменистана
- Медаль «Гайрат»
- Орден «Галкыныш»
- Орден «Алтын Асыр» III ст.
- Орден «За любовь к независимому Туркменистану»